# Comunidad terapéutica
La comunidad terapéutica (CT) para el tratamiento del abuso y adicción a las drogas ha existido por alrededor de 40 años en los Estados Unidos. En general, las CT son ambientes residenciales libres de droga que usan un modelo jerárquico con etapas de tratamiento que reflejan niveles cada vez mayores de responsabilidad personal y social. Se utiliza la influencia entre compañeros, mediada a través de una variedad de procesos de grupo, para ayudar a cada persona a aprender y asimilar las normas sociales y desarrollar habilidades sociales más eficaces.

Las CT difieren de otros enfoques de tratamiento principalmente en su uso de la comunidad, compuesta por el personal de tratamiento y aquellos en recuperación, como agentes claves del cambio. Este enfoque a menudo se conoce como "la comunidad como método". Los miembros de la CT interactúan en maneras estructuradas y no estructuradas para influir en las actitudes, percepciones y comportamientos asociados con el uso de drogas.
Muchas de las personas admitidas a las CT tienen una historia de funcionamiento social, habilidades educativas/vocacionales, y lazos comunitarios y familiares positivos que han sido debilitados por su abuso de drogas. Para ellos, la recuperación involucra la rehabilitación, es decir, el volver a aprender o restablecer un funcionamiento, habilidades y valores saludables así como rescatar la salud física y emocional. Otros residentes de las CT nunca tuvieron estilos de vida funcionales. Para ellos, la CT generalmente constituye la primera vez que son expuestos a una vida ordenada. En su caso, la recuperación involucra la habilitación, es decir, aprender por primera vez las habilidades conductuales, las actitudes y valores asociados a convivir en una sociedad.
Además de la importancia de la comunidad como el agente primario del cambio, un segundo principio fundamental de las CT es la "auto-ayuda". La autoayuda implica que las personas en tratamiento son los principales contribuyentes al proceso de cambio. La "auto-ayuda mutua" significa que las personas también asumen una responsabilidad parcial en la recuperación de sus compañeros, un aspecto importante del propio tratamiento de la persona.